# مسجد جامع ختن
مسجد جامع ختن (انگلیسی: Jama Mosque, Hotan) یک مسجد در شهر ختن و در منطقه سین‌کیانگ کشور چین است که در سده ۱۹ میلادی ساخته شده است.